# Portal de Zoologia de Pernambuco
O Portal de Zoologia de Pernambuco é um site brasileiro criado em 2017 por professores da Universidade de Pernambuco. O Portal é um projeto colaborativo, no qual ferramentas da Internet e da cartografia permitem que habitantes, estudantes, professores, pesquisadores, universitários contribuam na divulgação de fotos, localização e informações sobre espécies de animais selvagens encontradas em Pernambuco. O site foi criado com o sistema de publicação online SPIP e o sistema de esqueletos geodiv desenvolvido por Bruno Bergot. O Portal pode ser considerado como uma biblioteca ou enciclopédia online sobre animais. Os contribuidores inscritos no site podem publicar fotos de animais observados na natureza. 
Atualmente o Portal de Zoologia de Pernambuco é um dos vários projetos de ciência cidadã cadastrados no Sistema de Informação sobre a Biodiversidade Brasileira (SiBBr) e já conta com 820 registros de animais distribuídos entre diferentes biomas, entre os quais a Caatinga, a Mata Atlântica e Sistema Costeiro-Marinho (recifes de coral e manguezal).
Em 2019, o Portal de Zoologia de Pernambuco foi um dos premiados do 30º Prêmio Vasconcelos Sobrinho, promovido pela Agência Estadual de Meio Ambiente de Pernambuco (CPRH) ficando em terceiro lugar na categoria Inovação Tecnológica. No mesmo ano, o Portal de Zoologia de Pernambuco foi um dos projeto selecionados para ser apresentado no Camp Serrapilheira, um dos maiores eventos na área de divulgação científica realizados no Brasil, organizado pelo Instituto Serrapilheira.